# Please Please Me (Lied)
Please Please Me (englisch für „Erfreue mich bitte“, „Bitte erfreue mich“, sinngemäß auch „Bitte schlaf’ mit mir!“) ist der Titel eines Liedes der britischen Rockgruppe The Beatles aus dem Jahr 1962. Es wurde am 11. Januar 1963 als A-Seite der zweiten Single der Beatles veröffentlicht. Auf der B-Seite befindet sich Ask Me Why, eine weitere Komposition von John Lennon und Paul McCartney unter dem gemeinsamen Copyright Lennon/McCartney. Im März desselben Jahres erschien das Lied auch auf dem gleichnamigen Debütalbum der Band. In Deutschland erschien der Song als B-Seite der Single Love Me Do ebenfalls im März.

## Entstehung
Please Please Me wurde von John Lennon im Haus seiner Tante Mimi in der Menlove Avenue in Liverpool geschrieben. Das Lied stammte von John Lennon, der zwei Ausgangspunkte für seine Komposition nannte. Zum einen Bing Crosbys Lied Please, das die Textzeile „Please lend your little ears to my pleas“ enthielt, wobei Lennon die doppelte Verwendung des Wortes „Please“ sehr gefiel. Auch gefiel Lennon und McCartney die doppelte Bedeutung von Please Please Me (auch „Bitte schlaf mit mir“). Zum anderen spielte Roy Orbisons spezieller Gesangsstil eine Rolle. Lennon bezeichnete das von McCartney als orbisonesque bezeichnete Stück in seinem Interview mit David Sheff für das Playboy-Magazin im Jahr 1980 als „[…] Versuch, einen Roy-Orbison-Song zu schreiben […]“, nachdem er im Bett liegend einen Orbison-Song gehört hatte.
Please Please Me war der Song, den die Beatles während ihres ersten nationalen Fernsehauftritts für die ITV-Show Thank Your Lucky Stars spielten, er wurde am 13. Januar 1963 in den Alpha Television Studios in Birmingham aufgenommen und sechs Tage später ausgestrahlt. Please Please Me wurde ein kommerzieller Erfolg, sodass der Produzent George Martin zu Brian Epstein in der dritten Verkaufswoche sagte, dass er die Band nach ihrer Tour mit Helen Shapiro mitbringen solle, um das Album Please Please Me am 11. Februar 1963 aufzunehmen.

## Aufnahme

US-amerikanische Single – Please Please Me

Der Assistent von George Martin, Ron Richards, erinnerte sich, dass die Beatles Please Please Me bereits während der Aufnahmesitzungen für Love Me Do am 4. September 1962 präsentierten. Zu dem Zeitpunkt spielte George Harrison die einleitende Phrase des Liedes auf der Gitarre allein. In der endgültigen Version wird die Passage von John Lennon auf der Mundharmonika gedoppelt.
George Martin hatte die Beatles zunächst dazu gedrängt, die Fremdkomposition How Do You Do It einzuspielen, die er für einen sicheren Hit hielt. Die Musiker nahmen den Song auch tatsächlich auf, waren aber der Ansicht, dass das Lied nicht zu ihnen passe. Daraufhin fragte Martin sie, ob sie geeignetes eigenes Material hätten, und Lennon schlug Please Please Me vor. Am 11. September 1962 unternahm die Gruppe einen ersten Versuch, Please Please Me mit dem Session-Schlagzeuger Andy White aufzunehmen. Ursprünglich eine langsame, bluesige Ballade im Stile Orbisons durchlief das Stück auf Anregung von George Martin einige bedeutende Veränderungen. Das Arrangement wurde verändert und das Tempo (zunächst widerwillig) sehr deutlich angehoben.

“At that stage Please Please Me was a very dreary song […] It was like a Roy Orbison number, very slow, bluesy vocals. It was obvious to me that it badly needed pepping up.”

„Damals war Please Please Me ein sehr eintöniger Song […] Es war wie eine Roy-Orbison-Nummer, sehr langsam, bluesartig gesungen. Mir war klar, dass es dringend aufgepeppt werden musste.“

Nachdem die Beatles Please Please Me den Anregungen ihres Produzenten gemäß überarbeitet hatten, konnte das Stück am 26. November 1962 in den Londoner Abbey Road Studios aufgenommen werden. Produzent war George Martin, als Toningenieur war Norman Smith verantwortlich. John Lennon sang die Hauptstimme und spielte die Rhythmusgitarre. Paul McCartney spielte Bass und steuerte den Harmoniegesang bei. George Harrison spielte Leadgitarre und sang ebenfalls im Hintergrund. Ringo Starr spielte Schlagzeug. Lennon fügte anschließend mittels Overdub die Mundharmonikapassagen hinzu.
Nachdem die Aufnahmen beendet waren, teilte ihr Produzent den Beatles mit:

“You’ve just made your first number one.”

„Ihr habt gerade eure erste Nummer Eins aufgenommen.“

Die Abmischung des Liedes für die Single erfolgte am 26. November 1962 in Mono. Am 25. Februar 1963 erfolgte die Abmischung in Stereo, diese Version beinhaltet einen anderen Gesang von John Lennon.

## Chartplatzierungen
Nachdem die Single am 2. Februar 1963 auf Platz 17 in die britischen Charts eingestiegen war, erreichte sie am 23. Februar 1963 mit Rang 1 ihre höchste Platzierung in der Hitparade des New Musical Express, die sie zwei Wochen lang belegte. In der Hitparade des Konkurrenzmagazins Melody Maker erreichte die Single ebenfalls den ersten Platz. Im Record Retailer, dem Vorläufer der UK Singles Chart, kam die Single auf Platz 2.
Obwohl es als B-Seite von Love Me Do im März 1963 veröffentlicht wurde, platzierte sich Please Please Me im Gegensatz zur A-Seite in Deutschland eigenständig in der Hitparade, allerdings erst im April 1964, mit der Höchstposition 20.

## Auszeichnungen für Musikverkäufe
| Land/Region               | Auszeichnungen für Musikverkäufe (Land/Region, Auszeichnung, Verkäufe) | Verkäufe  |
| ------------------------- | ---------------------------------------------------------------------- | --------- |
| Vereinigte Staaten (RIAA) | Platin                                                                 | 1.000.000 |
| Insgesamt                 | 1× Platin ·                                                            | 1.000.000 |

## Veröffentlichungen
- Am 11. Januar 1963 erschien die Single Please Please Me / Ask Me Why in Großbritannien, in den USA wurde die Single von Vee-Jay Records am 2. Februar 1963 veröffentlicht.
- Am 22. März 1963 erschien Please Please Me auf dem ersten Beatles-Album Please Please Me. In Deutschland wurde das Album unter dem Titel Die Beatles (Die zentrale Tanzschaffe der weltberühmten Vier aus Liverpool) am 6. Februar 1964 veröffentlicht.
- Am 6. September 1963 wurde Please Please Me auf der EP The Beatles’ Hits veröffentlicht, 14 Tage später in Deutschland.
- In den USA wurde Please Please Me auf dem dortigen Debütalbum Introducing… The Beatles (Zweite Version) von Vee-Jay Records am 10. Februar 1964 veröffentlicht.
- Im April 1973 wurde das Kompilationsalbum 1962–1966 veröffentlicht, auf dem sich auch Please Please Me befindet.
- Am 20. November 1995 erschien das Album Anthology 1, auf dem sich die erste Aufnahme vom 11. September 1962 von Please Please Me mit Andy White am Schlagzeug befindet.
- Für BBC Radio nahmen die Beatles unter Livebedingungen zwölf weitere Fassungen von Please Please Me auf, von denen eine Aufnahme im BBC Paris Theatre, London vom 16. Juli 1963 auf dem Album On Air – Live at the BBC Volume 2 am 8. November 2013 erschien.[15]
- Am 17. Dezember 2013 erschien das Album The Beatles Bootleg Recordings 1963 auf dem sich zwei weitere BBC-Aufnahmen von Please Please Me befinden. Die erste stammt vom 16. Oktober 1963, die zweite vom 6. März 1963, beide wurden im Londoner BBC Playhouse Theatre eingespielt.
- Am 10. November 2023 wurde das Kompilationsalbum 1962–1966 erneut wiederveröffentlicht. Auf diesem befindet sich Please Please Me in einer von Giles Martin und Sam Okell 2023 neu abgemischten Version.

## Coverversionen
Es wurden über 110 Coverversionen von Please Please Me veröffentlicht. 1963 coverten die Bee Gees den Titel.